# Diario musicale - The Band
Diario musicale - The Band è la colonna sonora ufficiale della serie televisiva italiana The Band, in onda su DeA Kids da ottobre 2008 e su Super! dal 2012.

## Descrizione
Pubblicato il 28 aprile 2009 dalla Preludio, che ne cura anche la produzione, l'album racchiude tutte quante le canzoni interpretate nel corso della serie dall'immaginario gruppo musicale dei Garage.

## Tracce
1. The Band (Sigla) – 0:47 (testo: Andrea Thomas Gambetti – musica: Mariano Dimonte, Alberto Marino Schirò)
2. Sorridendo – 2:31 (testo: Andrea Thomas Gambetti – musica: Mariano Dimonte, Alberto Marino Schirò)
3. Tu mi piaci – 0:35 (testo: Andrea Thomas Gambetti, Marco Chiappa – musica: Mariano Dimonte, Alberto Marino Schirò)
4. Mai così innamorato – 3:32 (testo: Andrea Thomas Gambetti – musica: Mariano Dimonte, Alberto Marino Schirò)
5. Dire fare baciare – 1:22 (testo: Andrea Thomas Gambetti – musica: Mariano Dimonte, Alberto Marino Schirò)
6. Mai così innamorato (Versione "Mal di gola") – 0:35
7. Ho un problema – 0:19 (testo: Nicola Lorenzi, Giovanni Zola – musica: Mariano Dimonte, Andrea Thomas Gambetti, Alberto Marino Schirò)
8. Le parole che non ti ho detto – 2:01 (testo: Nicola Lorenzi, Giovanni Zola – musica: Mariano Dimonte, Andrea Thomas Gambetti, Alberto Marino Schirò)
9. Mai così innamorato (Versione "Rumore") – 0:27
10. Invaghito – 0:27 (testo: Nicola Lorenzi, Matteo Pozzi – musica: Mariano Dimonte, Andrea Thomas Gambetti, Alberto Marino Schirò)
11. Mai così innamorato (Rap) – 0:38
12. Piccola canzone – 2:45 (testo: Andrea Thomas Gambetti, Mariano Dimonte – musica: Mariano Dimonte, Alberto Marino Schirò)
13. Inno del curling – 0:26 (testo: Nicola Lorenzi, Renato Sannio – musica: Mariano Dimonte, Andrea Thomas Gambetti, Alberto Marino Schirò)
14. Deteinato – 0:22 (testo: Nicola Lorenzi – musica: Mariano Dimonte, Andrea Thomas Gambetti, Alberto Marino Schirò)
15. Voglia d'estate – 1:46 (testo: Andrea Thomas Gambetti – musica: Mariano Dimonte, Alberto Marino Schirò)
16. The Band (base) – 0:47
17. Sorridendo (base) – 2:31
18. Mai così innamorato (base) – 3:32
19. Dire fare baciare (base) – 1:14
20. Le parole che non ti ho detto (base) – 2:00
21. Piccola canzone (base) – 2:38
22. Voglia d'estate (base) – 1:45
23. Un felicissimo Natale – 1:16 (testo: Alberto Marino Schirò – musica: Mariano Dimonte, Andrea Thomas Gambetti) – presente solo nel formato digitale

## Formazione
- Maggie (Francesca Calabrese) – chitarra, voce
- Viola (Micol Garbelli) – basso, cori
- Umberto (Edoardo Miriantini) – tastiera
- Nick (Alessandro Egger) – voce
- Bonzo (Ermes Califano) – batteria
- Lucrezia (Carolina Tomassi) – cori, management